# Torrente Fiumenta
Il torrente Fiumenta è un corso d'acqua della Toscana, affluente di sinistra del Bisenzio.
Le sue sorgenti sono sul Poggio Mezzana (829 m) a sud della frazione di Montepiano di Vernio, dalle quali origina il corso d'acqua che per lunghi tratti scende molto ripido a valle ricevendo le acque del rio Maggiore a destra e del rio Meo a sinistra. Attraversa l'abitato di San Quirico di Vernio e sfocia nel fiume Bisenzio presso Mercatale di Vernio dopo un percorso di circa 7 km. Alimentava il vecchio mulino di Sasseta ed è tuttora utilizzato dal Mulin de' Fossi.